# Jesse Schell

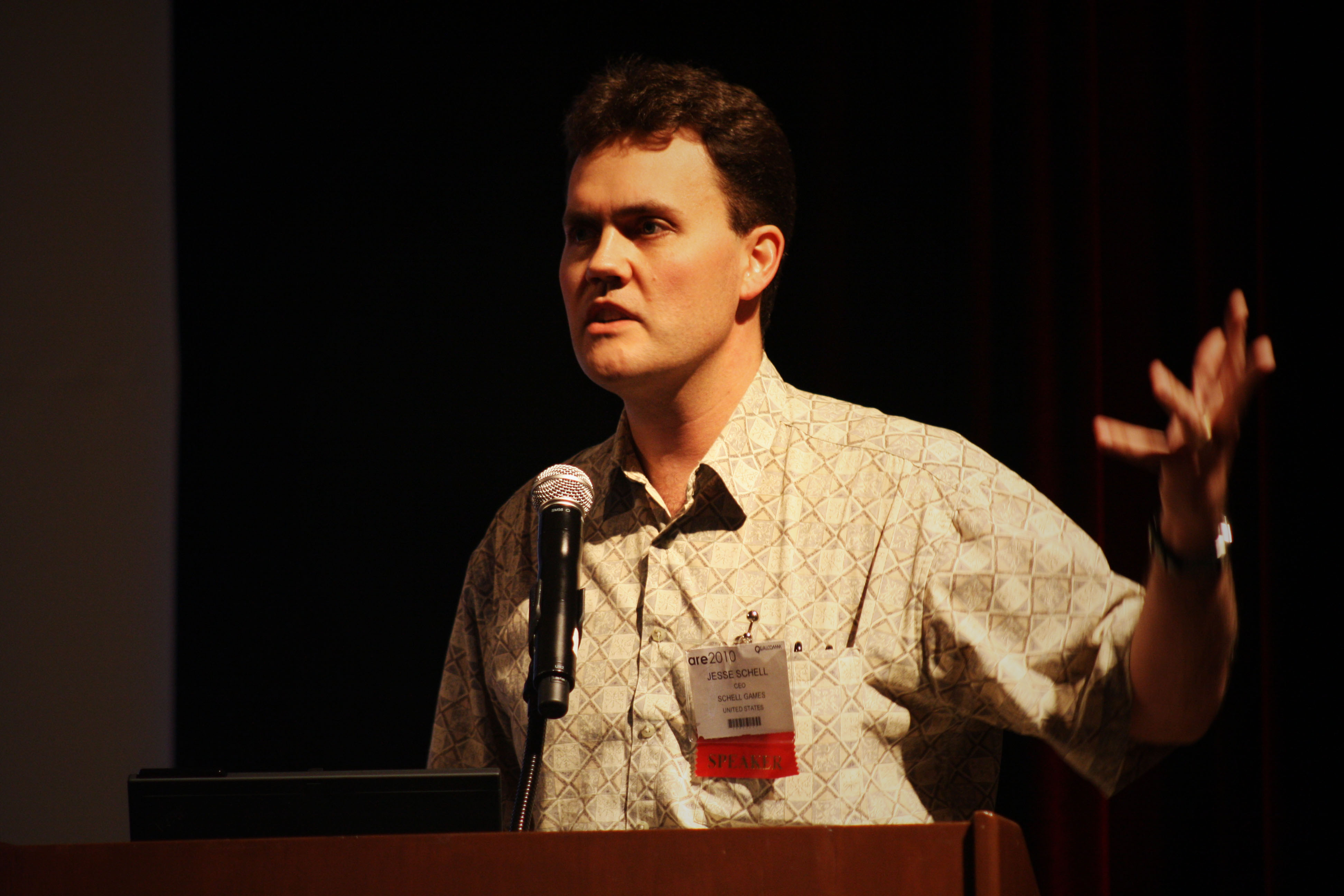
Schell, 2010

Jesse Schell (* 13. Juni 1970) ist ein US-amerikanischer Entwickler von Videospielen, Autor und Geschäftsführer der Firma Schell Games. Zudem arbeitet Schell als Hochschullehrer für Unterhaltungstechnologie (Entertainment Technology) am Entertainment Technology Center (ETC) der US-amerikanischen Carnegie Mellon University (CMU), einem gemeinsamen Master-Studiengang zwischen dem College of Fine Arts and School of Computer Science in Pittsburgh.

## Karriere
Im Jahr 1994 erhielt Jesse Schell den Abschluss als Master of Science in den Fachbereichen Computer Networking (Rechnernetze) und Virtual Reality (virtuelle Realität) am Information Networking Institute der CMU und arbeitete anschließend für ein Jahr bei den Bell Labs. Schell setzte seine Karriere 1995 bei Walt Disney Imagineering fort.
Dort arbeitete er sieben Jahre lang an diversen Projekten als Programmierer, Manager, Designer und Creative Director. Dazu gehörten Fahrgeschäfte in Vergnügungsparks (wie z. B. in Disney Quest) sowie das erste Massively Multiplayer Online Game für Kinder - Toontown Online. Während seiner Zeit bei Disney lernte Schell den Hochschullehrer Randy Pausch kennen. Dieser lehrte den Master-Studiengang Unterhaltungstechnologie an der CMU und gründete dort das ETC. Im Jahr 2002 emeritierte Pausch aus gesundheitlichen Gründen und bat Schell, seinen Lehrstuhl zu übernehmen.
Zeitgleich gründete Jesse Schell Schell Games als Unternehmen für Design und Entwicklung von Computerspielen, speziell im Bereich der sogenannten „Transformational Games“. Das Unternehmen hat seinen Sitz in Pittsburgh mit Jesse Schell als Geschäftsführer und beschäftigt über 100 Angestellte (Stand: September 2014).
Im Jahr 2008 veröffentlichte Jesse Schell sein erstes Buch mit dem Titel The Art of Game Design. Dieses beschäftigt sich mit den von Schell während seiner Zeit am ETC entwickelten Design-Methoden für Computerspiele. Eine Deutsche Übersetzung ist seit 2012 unter dem Titel Die Kunst des Game Designs: Bessere Games konzipieren und entwickeln verfügbar.
Schell lehrt weiterhin Kurse unter dem Aspekt der Erstellung virtueller Welten am ETC.

## Computerspiele
- Toontown Online
- Pirates of the Caribbean Online
- Pixie Hollow
- Puzzle Clubhouse

## Fahrgeschäfte in Vergnügungsparks
- Pirates of the Caribbean: Battle for Buccaneer Gold
- Toy Story Midway Mania!

## Vorträge
Jesse Schell ist unter anderem für seine Vorträge über das Design von Computerspielen bekannt. Zu diesen gehören:
- Jesse Schell: When games invade real life (DICE-Vortrag 2010)
- 2013 DICE Summit Videos